# Estación de El Bibio
La estación de El Bibio es una futura estación de ferrocarril en el barrio de El Bibio, Gijón, Asturias (España). 

## Historia
En el año 2000 se presenta el proyecto del Metrotrén, que suponía un alargamiento soterrado de los servicios ferroviarios por el casco urbano de Gijón. Entre el año 2003 y 2006 se construye el túnel así como esta estación y la de Bernueces. Originalmente iba a ser, junto la estación de Plaza Europa, el único apeadero en la ciudad hasta que se decide alargar el trazado hasta Cabueñes. Siendo El Bibio la segunda estación de las cinco proyectadas.
A principios de 2021 se retoma el proyecto de cara a la adecuación de la estación a la apertura del servicio a partir de 2025.

## Accesos
Se sitúa en el barrio de El Bibio, enfrente de la Plaza de Toros de El Bibio.
- El Bibio C/ Carretera de Villaviciosa s/n
- Ascensor C/ Carretera de Villaviciosa s/n

Hay un salida de emergencia en la calle Pintor Antonio Suárez. 

## Servicios
| << cabecera | < estación      | línea | estación > | cabecera >>          |
| ----------- | --------------- | ----- | ---------- | -------------------- |
| Intermodal  | Plaza de Europa |       | Bernueces  | Hospital de Cabueñes |